# Dennisiomyces
Dennisiomyces — рід грибів родини Tricholomataceae. Назва вперше опублікована 1955 року.

## Класифікація
До роду Dennisiomyces відносять 5 видів:
- Dennisiomyces fuscoalbus
- Dennisiomyces glabrescentipes
- Dennisiomyces griseus
- Dennisiomyces lanzonii
- Dennisiomyces rionegrensis